# Dalun
Dalun (kinesiska: 大伦, 大伦镇) är en köping i Kina. Den ligger i den autonoma regionen Guangxi, i den södra delen av landet, omkring 250 kilometer öster om regionhuvudstaden Nanning. Antalet invånare är 31893. Befolkningen består av 15 394 kvinnor och 16 499 män. Barn under 15 år utgör 33 %, vuxna 15-64 år 57 %, och äldre över 65 år 8,0 %.
Genomsnittlig årsnederbörd är 2 358 millimeter. Den regnigaste månaden är augusti, med i genomsnitt 354 mm nederbörd, och den torraste är januari, med 31 mm nederbörd.